# Ытырмаяха
Ытырмаяха (устар. Ытырма-Яха) — река в Ямало-Ненецком автономном округе России, левый приток Трыбъяхи, протекает по территории Пуровского района. Длина реки составляет 19 км.

## Описание
Ытырмаяха начинается среди болотных озёрец на высоте около 70 м над уровнем моря. Генеральным направлением течения реки является северо-восток. В среднем течении на высоте 44 м над уровнем моря принимает слева крупнейший приток. Устье реки находится в 72 км по левому берегу Трыбъяхи на высоте около 30 метров над уровнем моря.

## Данные водного реестра
По данным государственного водного реестра России относится к Нижнеобскому бассейновому округу, водохозяйственный участок реки — Пур. Речной бассейн реки — Пур.
Код объекта в государственном водном реестре — 15040000112115300059729.